# Медаль «На взятие Шлиссельбурга»
«На взятие Шлиссельбурга» - медаль, которой награждались солдаты русской армии, отличившиеся при штурме шведской крепости Нотебург. На обратной стороне медали имеются надписи: «NOTTEBVRGVM•NVNC•SCHLVSSELBVRGVM»(в русской версии — Шлюсенбурхъ), «БЫЛ У НЕПРИЯТЕЛЯ. 90 ЛЕТЪ», «ВЗЯТЪ 1702 ОКТ. 21». В дате были перепутаны цифры — должно быть 12. Низшие чины награждались серебряными медалями, а офицерские чины золотыми медалями. Существовала памятная серебряная медаль, диаметром 70 мм. Автором медалей был русский мастер Фёдор Алексеев. Медаль учреждена в 1702 году.
Изображение реальной медали: реверс.